# Balticinidae
Balticinidae é uma família de corais da superfamília Pennatuloidea, ordem Scleralcyonacea. Inclui apenas o gênero Balticina.